# Godzilliidae
Godzilliidae (лат.) — семейство ракообразных из класса ремипедий. Включает 2 рода c 4 видами. Ранее включавшийся в него род Pleomothra в 2013 году был выделен в отдельное семейство Pleomothridae.

## Описание
Длина тела от 3,7—9,3 мм у Godzilliognomus frondosus до 27,5—45,1 мм Godzillius robustus (это соответственно мельчайшие и крупнейшие представители всего класса ремипедий). Включавшийся до 2013 года в это семейство вид Pleomothra aplectocheles занимает промежуточное положение по размеру: 5,2—17,1 мм. Вид Godzillius robustus также называют крупнейшим пещерным ракообразным.

## Этимология
Родовое название Godzillius (назван в честь японского киномонстра Годзиллы), давший имя всему семейству, указывает на гигантские для представителей класса ремипедий размеры взрослых особей и кошкообразные коготки на максиллах и максиллипедах. Название открытого позже рода Godzilliognomus, наоборот, указывает на миниатюрные размеры, а род Pleomothra назван в честь Мотры (+ др.-греч. πλέω — плавать, ходить под парусом) — другого монстра из медиафраншизы о Годзилле — уже для продолжения «ассоциативного ряда».

## Систематика
- Род Godzillius
  - Godzillius robustus Schram, Yager & Emerson, 1986 — Северный Кайкос, Теркс и Кайкос, Британская Вест-Индия[5][6]
  - Godzillius fuchsi Gonzalez, Singpiel & Schlagner, 2013[7]
- Род Godzilliognomus
  - Godzilliognomus frondosus Yager, 1989 — Большой Багама, Багамские острова[8][9]
  - Godzilliognomus schrami Iliffe, Otten & Koenemann, 2010[10]

Род Pleomothra после филогенетического анализа молекулярных данных в 2013 году был выделен в отдельное семейство Pleomothridae.
- Pleomothra aplectocheles Yager, 1989 — Большой Багама, Багамские острова[12][13].
- Pleomothra fragilis Koenemann, Ziegler & Iliffe, 2008 — Багамские острова.